# لابک (تگزاس)
لابِک (به انگلیسی: Lubbock) شهری است در ایالت تکزاس.
رضا پهلوی، ولیعهد وقت ایران، در سال ۱۹۷۸ میلادی، برای دورهٔ خلبانی جنگنده، حدود ۸ ماه را در این شهر گذراند و به گفتهٔ روزنامهٔ محلی Lubbock Avalanche-Journal او مشهورترین ساکن این شهر شده بود.

## مراکز علمی
دانشگاه فناوری تگزاس و مرکز علوم درمانی دانشگاه فناوری تگزاس در اینجا قرار دارند.
بر اساس نتایج سرشماری سال ۲۰۱۰ جمعیت این شهر ۲۲۹۵۷۳ نفر است.

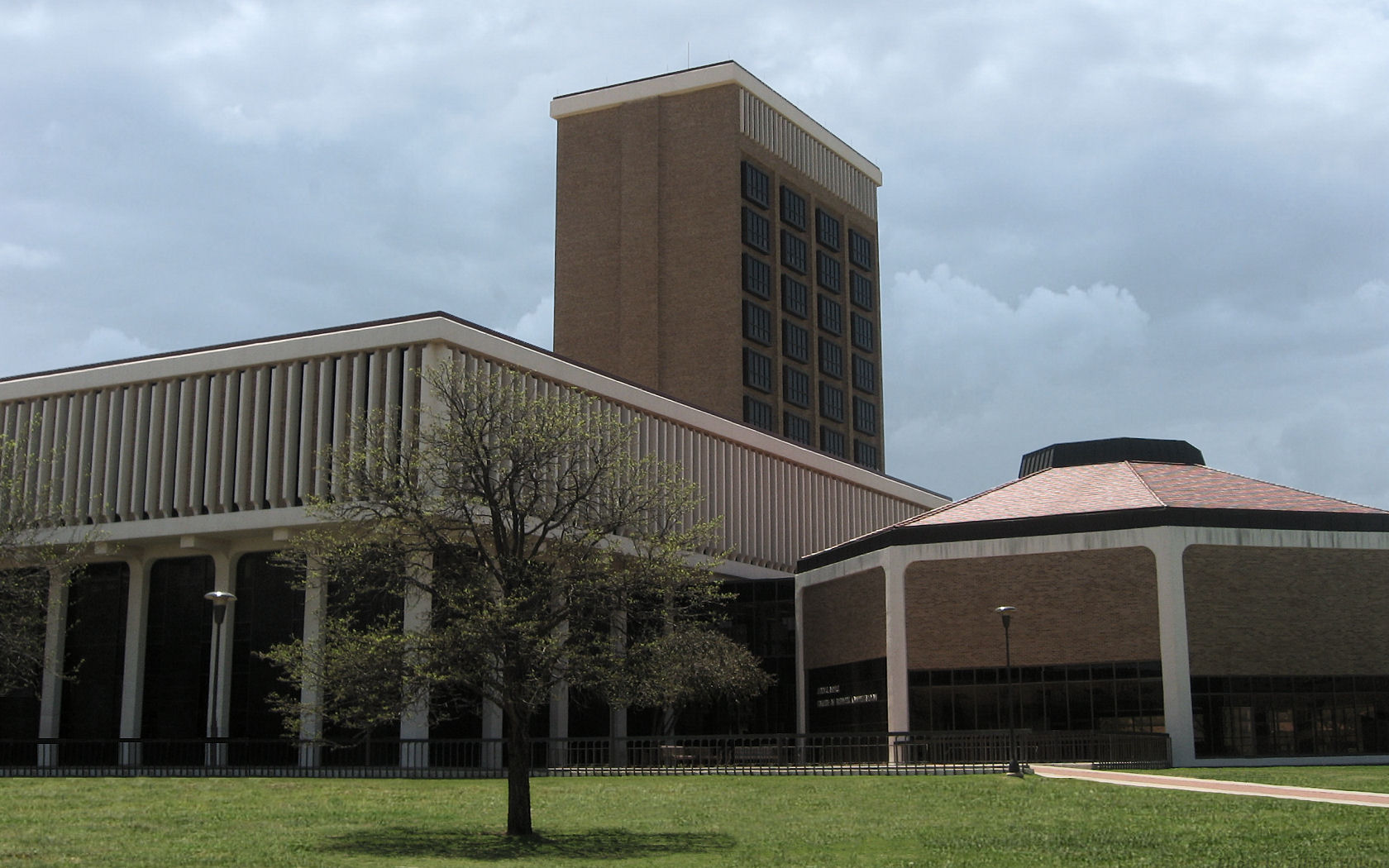
یکی از مراکز دانشگاهی شهر

## جستارهای ویژه
- فهرست شهرهای تگزاس